# Касарес, Дино
Дино Касарес (исп. Dino Cazares; 2 сентября 1966 года, Мехикали, штат Нижняя Калифорния, Мексика) — американский музыкант мексиканского происхождения, получил известность прежде всего как гитарист группы Fear Factory из Лос-Анджелеса. Также играл в метал-группах Divine Heresy, Brujeria и Asesino. Сразу после школы Дино играл в группе Violent Breed с Маркусом Джей Шапиро.

## Биография
Дино Касарес родился 2 сентября 1966 года в Нижней Калифорнии (Мексика).
Касарес познакомился с барабанщиком Рэймондом Эррера, а затем в 1989 году Дино сформировал группу под названием Ulceration.
В 1990 году группа переименована в Fear Factory. Первый альбом группы — Soul of a New Machine — был посвящён маме Касареса, отцу и старшему брату Джои. До прихода в Fear Factory Дино играл в группе Excruciating Terror. Позже основал мексикано-американскую группу Brujeria с  членами таких групп, как: Faith No More, Carcass, Napalm Death и другими.
В 2002 году, когда Fear Factory временно разделились, Касарес вернулся в Brujeria. В проект Asesino на бас и вокал попал бас-гитарист Тони Кампос (Static-X) и ударник Рэймонд Эррера на ударные. Fear Factory позже развивался без Дино и бас-гитарист Кристиан Волберс стал новым гитаристом группы.
В 2005 году Касарес был выбран как лидер команды Roadrunner A&R Monte Conner для альбома Roadrunner United, для которого он написал 4 песни и вносил вклад других музыкантов из Roadrunner Records.
Затем Дино занялся своей группой Divine Heresy, которую он подписал с Roadrunner Records и Century Media. К нему присоединяются на ударные Тим Енг (All That Remains, Hate Eternal, Nile, Vital Remains), на бас Джо Пэйн и новый участник Томми Векст на вокал, который был уволен из группы в апреле 2008 года. Джейк Вередика был нанят, как вокалист для их тура с Arch Enemy, Dark Tranquillity и Firewind. Сейчас у Divine Heresy на вокале[3] Travis Neil. Дебютный альбом группы «Bleed The Fifth» был выпущен 27 августа в Европе и 28 августа в США. «Bleed The Fifth» был спродюсирован Dirty Icon и Лукасом Банкером. Обложка была разработана Йоахимом Лютке (Manson, Sopor Aeternus, Dimmu Borgir, Arch Enemy). По данным Metal Maniacs, во время последнего концерта Divine Heresy охарактеризовали, как «копия Fear Factory» но «не такие уж крутые, как Fear Factory». Второй альбом Divine Heresy Bringer of Plagues был выпущен 28 июля 2009 года.
В 2021-м году Дино присоединился к Soulfly, на место ушедшего из группы Марка Риццо.

## Дискография

### Fear Factory
- Soul of a New Machine (1992)
- Fear Is the Mindkiller (1993)
- Demanufacture (1995)
- Obsolete (1998)
- Digimortal (2001)
- Concrete (2002)
- Hatefiles (2003)
- "Archetype (2004)
- The Best of Fear Factory (2006)
- Mechanize (2010)
- The Industrialist (2012)
- Genexus (2015)
- Aggression Continuum (2021)

### Nailbomb
- Point Blank (1994)

### Asesino
- Corridos de Muerte (2002)
- Cristo Satanico (2006)

### Brujeria
- Matando Güeros (1993)
- Raza Odiada (1995)
- Brujerizmo (2000)
- Marijuana (2000)

### Divine Heresy
- Bleed the Fifth (2007)
- Bringer of Plagues (2009)